# Pierre Issartier
Pierre Issartier est un homme politique français né le 20 août 1816 à Miramon (Lot-et-Garonne) et décédé le 22 mai 1887 à Monségur (Gironde).
Médecin à Monségur, il est maire de la ville en 1848. Il démissionne au moment du plébiscite de 1870. Il est réélu en 1871. Révoqué trois fois par les gouvernements de droite, en 1873, 1876 et 1877, il est systématiquement réélu. Il est sénateur républicain de la Gironde de 1879 à 1887. Il est conseiller d'arrondissement de 1848 à 1865 et conseiller général de 1866 à 1877.

### Sources
- « Pierre Issartier », dans Adolphe Robert et Gaston Cougny, Dictionnaire des parlementaires français, Edgar Bourloton, 1889-1891 [détail de l’édition]